# Liste der Delegierten des US-Repräsentantenhauses von den Philippinen
Die Philippinen waren von 1898 bis 1946 ein Territorium der Vereinigten Staaten. Während dieser Zeit stellte die ehemalige spanische Kolonie ab 1907 Delegierte im US-Repräsentantenhaus, sogenannte Resident Commissioners; ähnlich wird heute mit Puerto Rico verfahren. Von 1907 bis 1936 waren die Philippinen durch zwei Delegierte in Washington, D.C. vertreten, von 1936 bis zur Erlangung der Unabhängigkeit 1946 durch einen. Gewählt wurden die Resident Commissioners nicht durch das Volk, sondern vom nationalen Parlament. Bis 1916 wurden die Delegierten von der philippinischen Versammlung und der Philippine Commission gewählt. Von 1917 bis 1935 war dies die Philippine Legislature, danach die National Assembly.

## Resident Commissioner 1 (1907–1946)
| Name                    | Amtszeit                              |
| ----------------------- | ------------------------------------- |
| Benito Legarda y Tuason | 22. November 1907 – 3. März 1912      |
| Manuel Earnshaw         | 4. März 1913 – 3. März 1917           |
| Jaime Carlos de Veyra   | 4. März 1917 – 3. März 1923           |
| Pedro Guevara           | 4. März 1923 – 14. Februar 1936       |
| Quintín Babila Paredes  | 14. Februar 1936 – 29. September 1938 |
| Joaquín Miguel Elizalde | 29. September 1938 – 9. August 1944   |
| Carlos Peña Rómulo      | 10. August 1944 – 4. Juli 1946        |

## Resident Commissioner 2 (1907–1936)
| Name                        | Amtszeit                              |
| --------------------------- | ------------------------------------- |
| Pablo Ocampo                | 22. November 1907 – 22. November 1909 |
| Manuel Luis Quezón y Molina | 23. November 1909 – 15. Oktober 1916  |
| Teodoro Rafael Yangco       | 4. März 1917 – 3. März 1920           |
| Isauro Gabaldon             | 4. März 1920 – 16. Juli 1928          |
| Camilo Olaviano Osías       | 4. März 1829 – 3. Januar 1935         |
| Francisco Afan Delgado      | 3. Januar 1935 – 14. Februar 1936     |